# 勃朗特月坑

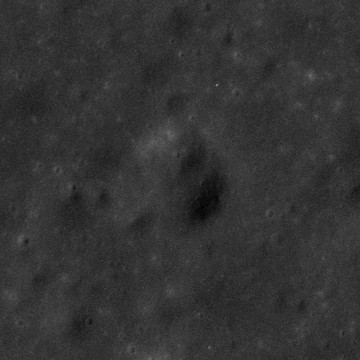
阿波罗17号全景相机照片

勃朗特月坑（Brontë）是月球表面的一处地质特征，一座位于陶拉斯-利特罗谷中的陨石坑。1972年宇航员尤金·塞尔南和哈里森·施密特在阿波罗17号任务期间曾驾驶月球车行驶在它的北侧边缘。
勃朗特月坑的东北分布有卡米洛特月坑和霍雷肖月坑以及飞船着陆点；北面则是胜利坑、西北及西面分别坐落着矮子月坑和拉拉月坑。
该陨坑是以英国女小说家夏洛特·勃朗特之名所命名。